# Seznam medailistů na halovém mistrovství Evropy – sedmiboj muži, pětiboj ženy
Víceboj (sedmiboj u mužů a pětiboj u žen) byl zařazen do programu halových evropských šampionátů v roce 1992.

## Muži (sedmiboj)
| Rok      | Místo      | Zlato              | Výkon vítěze     | Stříbro            | Bronz                   |
| -------- | ---------- | ------------------ | ---------------- | ------------------ | ----------------------- |
| HME 1992 | Janov      | Christian Plaziat  | 6418 bodů        | Robert Změlík      | Antonio Peñalver        |
| HME 1994 | Paříž      | Christian Plaziat  | 6268 bodů        | Henrik Dagård      | Alain Blondel           |
| HME 1996 | Stockholm  | Erki Nool          | 6188 bodů        | Tomáš Dvořák       | Jón Magnússon           |
| HME 1998 | Valencie   | Sebastian Chmara   | 6415 bodů        | Dezső Szabó        | Lev Lobodin             |
| HME 2000 | Gent       | Tomáš Dvořák       | 6424 bodů        | Roman Šebrle       | Erki Nool               |
| HME 2002 | Vídeň      | Roman Šebrle       | 6280 bodů        | Tomáš Dvořák       | Erki Nool               |
| HME 2005 | Madrid     | Roman Šebrle       | 6232 bodů        | Alexandr Pogorelov | Roland Schwarzl         |
| HME 2007 | Birmingham | Roman Šebrle       | 6196 bodů        | Alexandr Pogorelov | Andrej Kravčenko        |
| HME 2009 | Turín      | Mikk Pahapill      | 6362 bodů        | Oleksij Kasjanov   | Roman Šebrle            |
| HME 2011 | Paříž      | Andrej Kravčenko   | 6282 bodů        | Nadir El Fassi     | Roman Šebrle            |
| HME 2013 | Göteborg   | Eelco Sintnicolaas | 6372 bodů        | Kévin Mayer        | Mihail Dudaš            |
| HME 2015 | Praha      | Ilja Škurenjov     | 6353 bodů        | Arthur Abele       | Eelco Sintnicolaas      |
| HME 2017 | Bělehrad   | Kévin Mayer        | 6479 bodů        | Jorge Ureña        | Adam Sebastian Helcelet |
| HME 2019 | Glasgow    | Jorge Ureña        | 6218 bodů        | Tim Duckworth      | Ilja Škurenjov          |
| HME 2021 | Toruň      | Kévin Mayer        | 6392 bodů        | Jorge Ureña        | Pawel Wiesiolek         |
| HME 2023 | Istanbul   | Kévin Mayer        | 6348 bodů        | Sander Skotheim    | Risto Lillemets         |
| HME 2025 | Apeldoorn  | Sander Skotheim    | 6558 bodů - RHME | Simon Ehammer      | Till Steinforth         |

## Ženy (pětiboj)
| Rok      | Místo      | Zlato                 | Výkon vítěze     | Stříbro               | Bronz                     |
| -------- | ---------- | --------------------- | ---------------- | --------------------- | ------------------------- |
| HME 1992 | Janov      | Liliana Năstaseová    | 4701 bodů        | Petra Văidean         | Urszula Włodarczyková     |
| HME 1994 | Paříž      | Larisa Turčinská      | 4801 bodů        | Rita Ináncsiová       | Urszula Włodarczyková     |
| HME 1996 | Stockholm  | Jelena Lebeděnková    | 4685 bodů        | Urszula Włodarczyková | Irina Vostrikovová        |
| HME 1998 | Valencie   | Urszula Włodarczyková | 4808 bodů        | Irina Bělovová        | Karin Spechtová           |
| HME 2000 | Gent       | Karin Ertlová         | 4671 bodů        | Irina Vostrikovová    | Urszula Włodarczyková     |
| HME 2002 | Vídeň      | Jelena Prochorovová   | 4622 bodů        | Naide Gomesová        | Carolina Klüftová         |
| HME 2005 | Madrid     | Carolina Klüftová     | 4948 bodů        | Kelly Sothertonová    | Natalija Dobrynská        |
| HME 2007 | Birmingham | Carolina Klüftová     | 4944 bodů        | Kelly Sothertonová    | Karin Ruckstuhlová        |
| HME 2009 | Turín      | Anna Bogdanovová      | 4761 bodů        | Jolanda Keizerová     | Antoinette Nana Djimouová |
| HME 2011 | Paříž      | Antoinette Djimouová  | 4723 bodů        | Austra Skujytė        | Remona Fransenová         |
| HME 2013 | Göteborg   | Antoinette Djimouová  | 4666 bodů        | Jana Maximovová       | Hanna Melnyčenková        |
| HME 2015 | Praha      | Katarina Thompsonová  | 5000 bodů        | Nafissatou Thiamová   | Eliška Klučinová          |
| HME 2017 | Bělehrad   | Nafissatou Thiamová   | 4870 bodů        | Ivona Dadicová        | Györgyi Zsivoczky-Farkas  |
| HME 2019 | Glasgow    | Katarina Thompsonová  | 4983 bodů        | Niamh Emersonová      | Solène Ndamaová           |
| HME 2021 | Toruň      | Nafissatou Thiamová   | 4904 bodů        | Noor Vidtsová         | Xénia Krizsánová          |
| HME 2023 | Istanbul   | Nafissatou Thiamová   | 5055 bodů - RHME | Adrianna Sułeková     | Noor Vidtsová             |
| HME 2025 | Apeldoorn  | Saga Vanninenová      | 4922 bodů        | Sofie Dokterová       | Kate O'Connorová          |